# Drew Naymick
Andrew "Drew" Naymick (Muskegon, Míchigan, 18 de febrero de 1985) es un exjugador de baloncesto profesional de nacionalidad estadounidense.

## Biografía
Se formó como jugador en el High School de North Muskegon donde unos promedios de 18 puntos, 10,7 rebotes y 5,5 tapones en su último año de instituto le valieron para recalar en los Spartans de la prestigiosa Universidad Estatal de Míchigan. Tras una destacada etapa universitaria en la temporada 2008/09 decidió marcharse a Polonia, donde en las filas del SKK Kotwica Kolobrzeg se estrena como profesional. Con el conjunto polaco conquista la Copa de Polonia y finaliza el curso como máximo taponador de la liga, lo que entre otros méritos le valió para ser incluido en el quinteto ideal del año (designado mejor pívot de la liga) así como en el mejor quinteto defensivo.
En julio de 2009, se marcha a jugar a España tras llegar a un acuerdo con el Cáceres 2016 de la liga LEB Oro. En Cáceres firmó unos números de 8,8 puntos y 6,4 rebotes, disputando una media de 25,7 minutos en los 38 partidos que disputó ayudando al club extremeño a clasificar por primera vez en su historia para los play off de ascenso a la liga ACB.
En septiembre de 2010 se confirmó su regreso a los Estados Unidos tras firmar un contrato para realizar la pretemporada con Los Angeles Lakers, por aquellos entonces vigentes campeones de la NBA. Naymick no logró convencer a los técnicos angelinos para mantenerse en la plantilla, por lo que a la postre finalizó jugando la temporada 2010/11 como integrante de los Bakersfield Jam de la liga de desarrollo de la NBA.

## Trayectoria deportiva
- High School: North Muskegon HS.  Estados Unidos
- 2003/08. Michigan State Spartans. NCAA.  Estados Unidos
- 2008/09. SKK Kotwica Kolobrzeg PLK.  Polonia
- 2009/10. Cáceres 2016 Basket. LEB Oro  España
- 2010/11. Bakersfield Jam. D-League  Estados Unidos
- 2011–2013 ČEZ Nymburk
- 2014	Soles de Mexicali  México
- 2014	Atléticos de San Germán  Puerto Rico
- 2014–2015 Aris BC  Grecia
- 2015-2016 Medi Bayreuth  Alemania
- 2016 Link Tochigi Brex  Japón
- 2016-2017 Alvark Tokyo  Japón
- 2017 Stirling Senators  Australia
- 2017 Link Tochigi Brex  Japón
- 2018 Otsuka Corporation Koshigaya Alphas  Japón
- 2018-2019 Link Tochigi Brex  Japón
- 2019-2020 Otsuka Corporation Koshigaya Alphas  Japón